# Azamat Zakujew
Azamat Arsenowicz Zakujew (ros. Азамат Арсенович Закуев; ur. 7 czerwca 1998) – rosyjski zapaśnik walczący w stylu wolnym. 
Dziesiąty na mistrzostwach Europy w 2025. 
Drugi na MŚ U-23 w 2021. Trzeci na ME U-23 w 2021. Mistrz Europy juniorów w 2018. Wicemistrzyni Rosji w 2020 roku.